# WebGL
WebGL (Web Graphics Library) je JavaScriptové API pro nativní zobrazování (bez použití zásuvných modulů) interaktivní 3D grafiky. WebGL programy se skládají z obslužného kódu napsaného v JavaScriptu a kódu shaderu, který je vykonáván na grafické kartě počítače. WebGL je vyvíjeno a spravováno neziskovou organizací Khronos Group.

## Struktura
WebGL je založeno na OpenGL ES 2.0 a poskytuje API pro 3D grafiku. Používá HTML5 element canvas a DOM rozhraní. Automatická správa paměti je poskytována jako část jazyka JavaScript.

## Historie
WebGL vzniklo z experimentů s elementem canvas, které započal Vladimir Vukićević v Mozilla Foundation. Vukićević poprvé demonstroval 3D prototyp pomocí canvas elementu v roce 2006. Do konce roku 2007 měla Mozilla a Opera své implementace WebGL.
Na začátku 2009 začalo neziskové technologické konsorcium Khronos Group pracovní skupinu WebGL Working Group s počáteční účastí Apple, Google, Mozilla, Opera a jiných významných technologických firem. Specifikace WebGL 1.0 byla vydána v březnu 2011. Ke konci března 2012 je vedoucím skupiny Ken Russell.

## Významné použití
WebGL je používáno, mimo jiné, v Google Maps (MapsGL) a Google Body.

## Vývoj aplikací
WebGL aplikace a scény mohou být vytvořeny i bez znalosti programovacích jazyků, například pomocí nástrojů, jako jsou Blender či Autodesk Maya. Vytvořené scény jsou exportovány do WebGL. Další z možných nástrojů je Coppercube 3D.